# زمین‌چهر
زمین‌چهر (به انگلیسی: Landform) در علوم زمین‌شناسی مجموعهٔ خصوصیات فیزیکی قابل تشخیص و شکل‌های ویژه و یا به شکل یا اشکال طبیعی سطح زمین گفته می‌شود، مانند دشت‌ها، دره‌ها، فلات‌ها، کوه‌ها و پدیده‌هایی که در سطح زمین ایجاد شده و عوامل درونی یا بیرونی در ایجاد آن نقش داشته و دارند.
زمین‌چهر در زیرشاخه‌های علوم زمین مانند زمین‌شناسی و زمین‌ریخت‌شناسی، واحدی جغرافیایی است که به شکلی گسترده بر پایهٔ شکل سطح و محلش در چشم‌انداز تعریف می‌شود، و به عنوان بخشی از زمین و بدین‌روی عنصری از توپوگرافی به‌ شمار می‌رود. عناصر زمین‌چهر همچنین شامل چشم‌اندازهای دریایی و ویژگی‌های پهنه‌های آبی مثل خلیج‌ها، شبه‌جزیره‌ها، دریاها و به همین ترتیب، شامل ویژگی‌های عوارض زیرآبی همچون رشته‌کوه‌ها و آتش‌فشان‌های زیر آب، و حوضه‌های اقیانوسی بزرگ می‌شود.

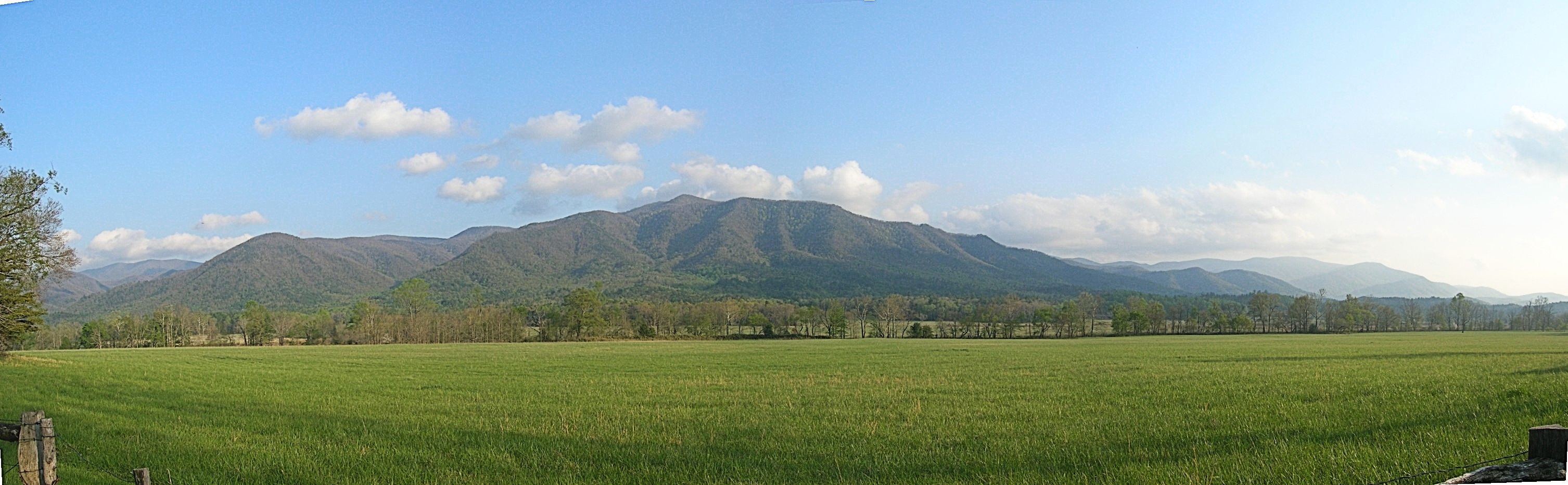
این سراسرنما در پارک ملی کوه‌های بزرگ اسموکی، دارای ویژگی‌های فیزیکی جلگهٔ همواریست که به آسانی قابل شناسایی بوده، و در واقع بخشی از یک درهٔ پهن با تپه‌های دور، و پس‌زمینه هوازدهٔ رشته‌کوه آپالیشین می‌باشد.